# Šaštín-Stráže
Šaštín-Stráže är en stad i distriktet Senica i regionen Trnava i västra Slovakien.

## Geografi
Staden ligger på en altitud av 256 meter och täcker en area på 41,95 km². Den har ungefär 5 015 invånare (2017).